# Leucauge leprosa
Leucauge leprosa este o specie de păianjeni din genul Leucauge, familia Tetragnathidae. A fost descrisă pentru prima dată de Thorell, 1895.
Este endemică în Myanmar. Conform Catalogue of Life specia Leucauge leprosa nu are subspecii cunoscute.